# Dick Shawn
Dick Shawn (Búfalo, Nueva York; 1 de diciembre de 1923-San Diego, California; 17 de abril de 1987) fue un actor y comediante estadounidense.

## Biografía
Shawn se casó con Rita Bachner en 1946, y tuvieron cuatro hijos: Amy, Wendy (casada con Joey Travolta), Adam y Jennifer. Tuvo un nieto, Rachel Travolta. Fue un residente de Englewood, Nueva Jersey.

## Fallecimiento
El 17 de abril de 1987, mientras actuaba en el escenario, Shawn comenzó una comedia sobre él mismo y la audiencia sobreviviendo la guerra nuclear. En un punto del acto, Shawn interpretó a un político recitando clichés de campaña, incluyendo: «Si salgo electo, no dejaré el trabajo»; luego, cuando colapsó boca abajo en el escenario, la audiencia pensó que era parte del acto, sin darse cuenta de que de hecho había sufrido un masivo ataque al corazón.
Después de un rato, hubo silbidos. Finalmente, alguien apareció en el escenario, se arrodilló para examinar a Shawn, se paró y preguntó: «¿Hay un doctor?» Otra persona fue al escenario, lo dio la vuelta y comenzó a administrar RCP. Al público se le dijo que se fuera, pero casi nadie se fue ya que parecía ser un acto de Shawn. Cuando llegaron los paramédicos, la audiencia desconcertada comenzó a irse, todavía no seguros de lo que habían presenciado. Una noticia en el diario San Diego Union aclaró que Shawn había muerto durante la actuación. Dick Shawn murió a los 63 años. Está enterrado en el Cementerio Hillside Memorial Park, un cementerio judío, en Culver City, California.

## Filmografía
| - The Opposite Sex (1956) - Wake Me When It's Over (1960) - The Wizard of Baghdad (1960) - It's a Mad, Mad, Mad, Mad World (1963) - A Very Special Favor (1965) - What Did You Do in the War, Daddy? (1966) - Way... Way Out (1966) - Penelope (1966) - The Producers (1967) - The Happy Ending (1969) - Evil Roy Slade (1972) - The Year Without a Santa Claus (1974) - Looking Up (1977) | - Love at First Bite (1979) - Good-bye Cruel World (1983) - Young Warriors (1983) - The Secret Diary of Sigmund Freud (1984) - Angel (1984) - Water (1985) - Beer (1985) - The Check Is in the Mail... (1986) - The Perils of P.K. (1986) - Captain EO (1986) - Amazing Stories (1987) - Maid to Order (1987) - Rented Lips (1988) |